# Мано Менезес
Луи́с Анто́нио Венке́р Мене́зес (порт.-браз. Luiz Antônio Venker Menezes; род. 11 июня 1962, Пасу-ду-Собраду, Риу-Гранди-ду-Сул, более известный под именем Мано Менезес (порт.-браз. Mano Menezes)) — бразильский футбольный тренер.

## Карьера
Мано Менезес играл в любительских клубах своего родного штата Риу-Гранди-ду-Сул. Он начал свою карьеру в клубе «Росариу», которым руководил его отец. Там он играл в нападении и полузащите, пока не был переведён на позицию центрального защитника. Затем он играл за клуб «Флуминенсе» из города Мату-Лейтан. Единственным его профессиональным клубом стал «Гуарани» из Венансиу-Айриса, куда он перешёл в конце 1970-х годов. В этом клубе он стал капитаном и помог команде выйти во вторую лигу чемпионата Риу-Гранди-ду-Сул. В конце своей карьеры Менезес получил тренерское образование.
Его первым клубом стал родной «Гуарани», который он возглавил в 1997 году. Затем он тренировал другие небольшие бразильские клубы. В 2003 году Менезес добился некоторой известности в стране, дойдя до полуфинала Кубка Бразилии со скромным клубом «XV ноября» (Кампу-Бон).
В апреле 2005 года Менезес возглавил «Гремио», который вылетел в серию В. Мано помог команде вернулся в высший бразильский дивизион и на следующий год выиграл с клубом чемпионат Риу-Гранди-ду-Сул и занял 3 место в чемпионате Бразилии. В 2007 году Менезес довёл «Гремио» до финала Кубка Либертадорес. При нём клуб провёл 169 игр, выиграв 89, 35 сведя вничью и 45 раз проиграв.
В конце 2007 года Менезес был назначен главным тренером «Коринтианса», вылетевшим в Серию В. Любопытно, что последней игрой Менезеса в качестве тренера «Гремио» стал матч именно с «Коринтиансом». В 2008 году Мано вывел клуб в финал Кубка Бразилии, но там команда проиграла «Спорту Ресифи», а также занял первое место в серии В чемпионата Бразилии. В следующем году тренер привёл клуб к выигрышу чемпионата Сан-Паулу и победе в Кубке Бразилии. В 2010 году клуб занял 4 место в чемпионате Сан-Паулу и вышел в 1/8 финала Кубка Либертадорес.
В июне 2010 года Менезесу было предложено возглавить сборную Бразилии. 24 июля он официально стал главным тренером национальной команды. Менезес сказал: «Я с радостью и гордостью согласился стать главным тренером сборной». Болельщикам «Коринтианса» Менезес сказал:

Излияния чувств болельщиков были искренними, и это имеет для меня очень большое значение. Нечасто тренер удостаивается такого. Кроме того, наши болельщики горды ещё и тем, что их тренер будет работать с главной командой страны. Думаю, что если оценить мою работу в клубе, то можно сказать, что я добился неплохих результатов.

Первым матчем сборной под руководством Менезеса стала игра с командой США. На этот матч тренер пригласил лишь 4 игроков, выступавших на чемпионате мира 2010. Осенью Менезес вызвал в состав национальной команды Роналдиньо, которого предыдущий тренер сборной игнорировал. В 2011 году Менезес вместе с национальной командой дошёл лишь до четвертьфинала Кубка Америки.
В 2012 году Менезес довёл национальную команду до финала Олимпийских игр. Несмотря на уверения СМИ, что он будет уволен, руководством КБФ было принято решение оставить специалиста на своём посту. Однако 23 ноября, на специальном заседании бразильских футбольных чиновников, прошедшем в Сан-Паулу, Менезес был уволен с поста главного тренера сборной Бразилии. За время работы с «селесао» специалист одержал 21 победу, 6 матчей сыграл вничью и столько же раз проиграл. В октябре бразильцы опустились в рейтинге ФИФА на 14-е место, что является антирекордом.
Летом 2013 года подписал контракт с «Фламенго» из Рио-де-Жанейро. На посту наставника команды 51-летний специалист сменил Жоржиньо, который руководил игроками только в 14 матчах, после чего был отправлен в отставку.
С 11 декабря 2013 года по 7 декабря 2014 года был главным тренером «Коринтианса».
1 сентября 2015 года назначен главным тренером «Крузейро». Сменил на этом посту Вандерлея Лушембурго.
С января 2016 года — главный тренер клуба «Шаньдун Лунэн».
26 июля 2016 года вернулся на пост главного тренера «Крузейро».
9 сентября 2020 года назначен главным тренером «Баии». Контракт подписан до конца 2021 года. 20 декабря 2020 года был уволен по окончании матча 26-го тура Серии A 2020 «Фламенго» — «Баия» (4:3).
19 апреля 2022 года назначен главным тренером «Интернасьонала». Контракт подписан до декабря 2022 года.
1 июля 2024 года назначен главным тренером «Флуминенсе». Контракт подписан до конца сезона 2024.
21 апреля 2024 года назначен главным тренером «Гремио». Контракт подписан до конца сезона 2025.

## Достижения
«Гремио»
- Победитель Серии B: 2005
- Чемпион штата Риу-Гранди-ду-Сул: 2006, 2007

 «Коринтианс»
- Победитель Серии B: 2008
- Чемпион штата Сан-Паулу: 2009
- Обладатель Кубка Бразилии: 2009

 «Крузейро»
- Чемпион штата Минас-Жерайс: 2018, 2019
- Обладатель Кубка Бразилии: 2017, 2018

 Сборная Бразилии
- Победитель Суперкласико де лас Америкас: 2011, 2012
- Серебряный призёр летних Олимпийских игр 2012 в Лондоне